# 獨一至聖
獨一至聖（拉丁語：Unam sanctam）是罗马天主教教宗博義八世于1302年11月18日发布的教宗诏书，主张天主教教会统一，为了永久救赎而必须皈依教会，教宗是教会的最高首领等，同时还主张精神世界高于物质世界。在该教宗诏书发布后，形成了对后世天主教和世俗权力关系影响颇深的“双剑论”。